# Зелёная зона
Зелёная зона (англ. Green zone) — элемент градостроительства, содержащий зелёные насаждения (древесные, кустарниковые и травянистые растения).
Служит для поддержания качества городской среды обитания населения и охраны окружающей среды.
Относится к средообразующей территории — природной охраняемой территории, предназначенной для косвенной эксплуатации всех природных ресурсов в комплексе. Необходимый элемент жилой застройки.
Зелёные зоны могут располагаться как непосредственно в городе (см. парк, сквер, пешеходный бульвар), так и в составе пригородных зон (см. лесопарк) — зелёные зоны, предназначенные для организации отдыха населения, улучшения микроклимата, состояния атмосферного воздуха и санитарно-гигиенических условий.
Могут формироваться как искусственным озеленением, так и сохранением природного ландшафта. 
Рекреационные зоны или зоны отдыха в городе формируются с учетом существующих лесных массивов, во взаимосвязи с пригородными зелёными зонами, существующими водоёмами. Система озеленения, кроме того, включает озеленение жилых микрорайонов, детских садов и школ, общественно-деловых центров, а также санитарно-защитных зон предприятий.
Т.н. «уплотнительная застройка» приводит к сокращению зелёных зон.
Зелёный пояс
Также — пояс вокруг населенного пункта, где сохраняются флора и фауна, в целях создания условий для очистки среды от загрязнений, обогащения воздуха кислородом и поддержания условий для отдыха жителей. Земли, выделенные в установленном порядке за пределами городской черты, занятые лесами, лесопарками и озеленительными насаждениями, выполняющими защитные и санитарно-гигиенические функции и являющиеся местом отдыха населения.
Зелёный пояс в РФ составляет 50 км вокруг населенного пункта.
- Лесопарковый защитный пояс Москвы
- Водно-зелёный диаметр Минска
- Зелёная зона Грозного
- Зелёный пояс Лондона
- Зелёный пояс Брюсселя
- Зелёный пояс Астаны